# 贝纳卡松
贝纳卡松，是西班牙安达卢西亚自治区塞维利亚省的一个市镇。 总面积32平方公里，总人口5150人（2001年），人口密度161人/平方公里。